# Décennie 1610 en arts plastiques
Chronologie des arts plastiques
Années 1600 - Années 1610 - Années 1620
Cet article concerne les années 1610 en arts plastiques.

## Événements
- 18 juillet 1610 : mort de Michelangelo Merisi dit le Caravage à Porto Ercole, en Italie[1].
- 1610 : le peintre hollandais Frans Hals est reçu maître dans la guilde de Saint-Luc de Haarlem[2].
- 1610 : le peintre espagnol José de Ribera arrive en Italie ; il s'établit à Naples en 1616[3].
- 1615, Japon : le calligraphe Kōetsu fonde un village sur son domaine de Takagamine au nord-nord-ouest de Kyoto et y rassemble artistes et artisans. Lui et le peintre Sōtatsu réalisent des rouleaux enluminés qui comptent parmi les plus belles œuvres de la peinture japonaise, à l'origine de l'école Rinpa[4].
- 14 mars 1617 : Diego Vélasquez est inscrit dans la corporation des peintres de Séville[5].

## Réalisations
- 7 septembre 1611 : Rubens reçoit la commande pour la Descente de croix pour la cathédrale Notre-Dame d'Anvers[6].
- 1611 : 
  - Jacob Zaffius, portrait de Frans Hals[7].
  - le peintre et graveur italien Guido Reni peint à Bologne Le Massacre des Innocents[8].

- 1612-1614 : Guido Reni peint L’Aurore, fresque du plafond du palais Pallavicini Rospigliosi (ou 1609[9]).
- 1613 : Salutation angélique, dite Annonciation des Pinchinats, toile de Louis Finson, dit Finsonius[10].
- Vers 1615-1616 : Allégories des cinq sens, série de tableaux peints par le peintre espagnol José de Ribera[11].
- 1616 :
  - Le Banquet des officiers du corps des archers de Saint-Georges, de Frans Hals[7].
  - En Angleterre, Isaac Oliver peint sa miniature Richard, Earl of Dorset.
- Vers 1616 :  Saint Pierre et Saint Paul, toile de José de Ribera[12].
- 1616-1620 : La Crucifixion, toile de Ribera[3].

- 1618 : Vieille femme faisant frire des œufs et le Christ dans la maison de Marthe et Marie, toiles de Diego Vélasquez[5].
- 13 août 1619 : François Duquesnoy (ou Jérôme Duquesnoy père) reçoit la commande pour réaliser la nouvelle statue en bronze du Manneken-pis à Bruxelles[13].
- 1619 : L'Adoration des Mages, de Vélasquez[5].

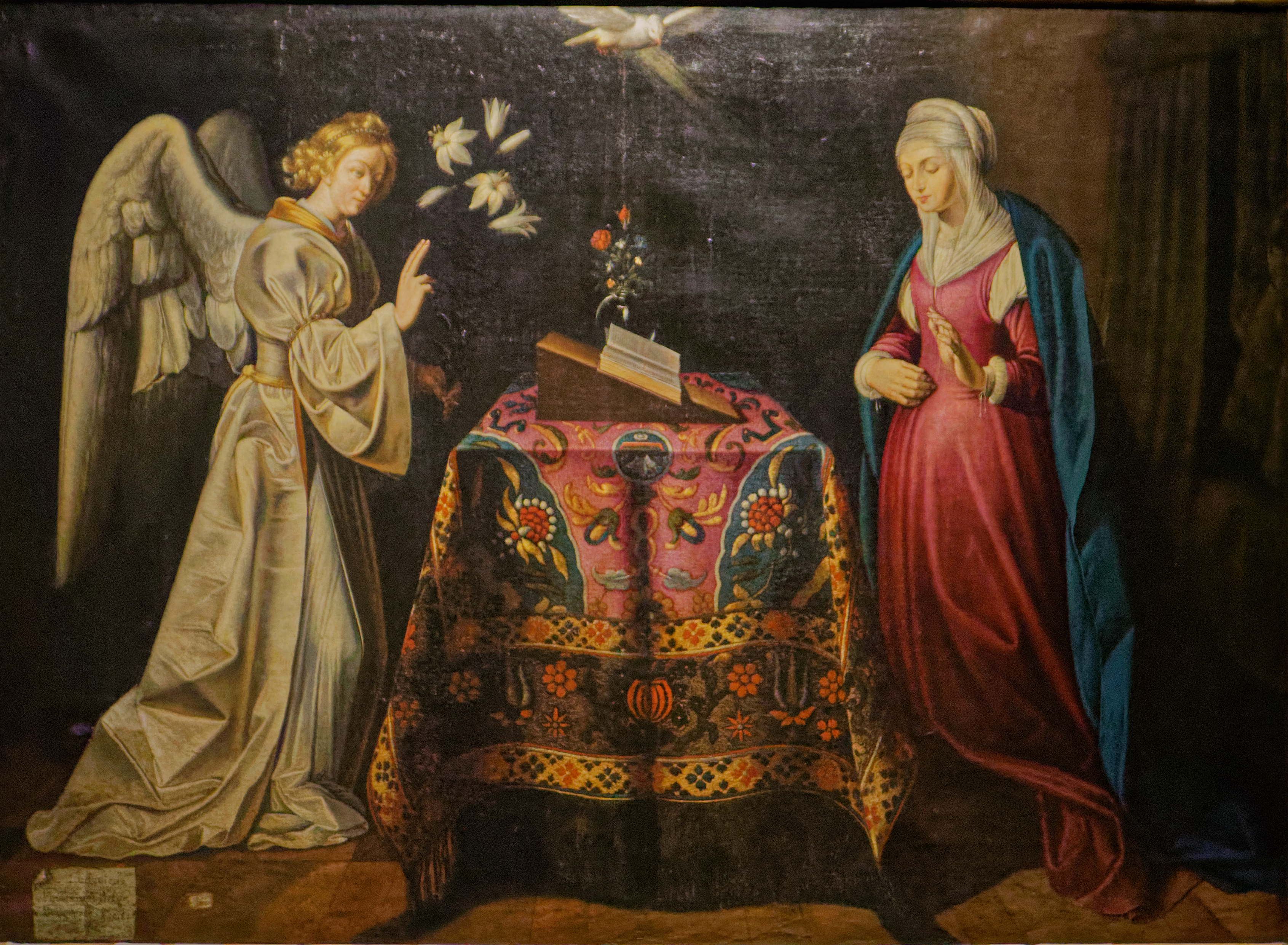
Annonciation, Louis Finson.
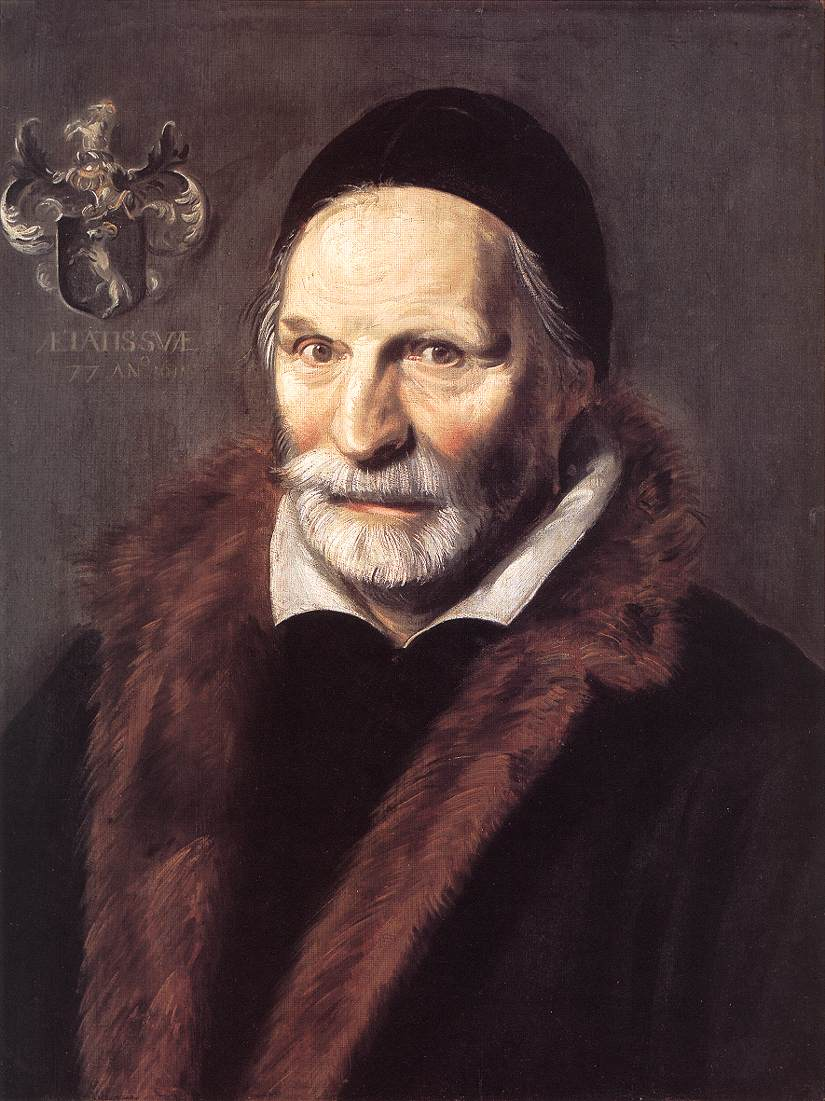
Portrait de Jacobus Zaffius, Frans Hals.
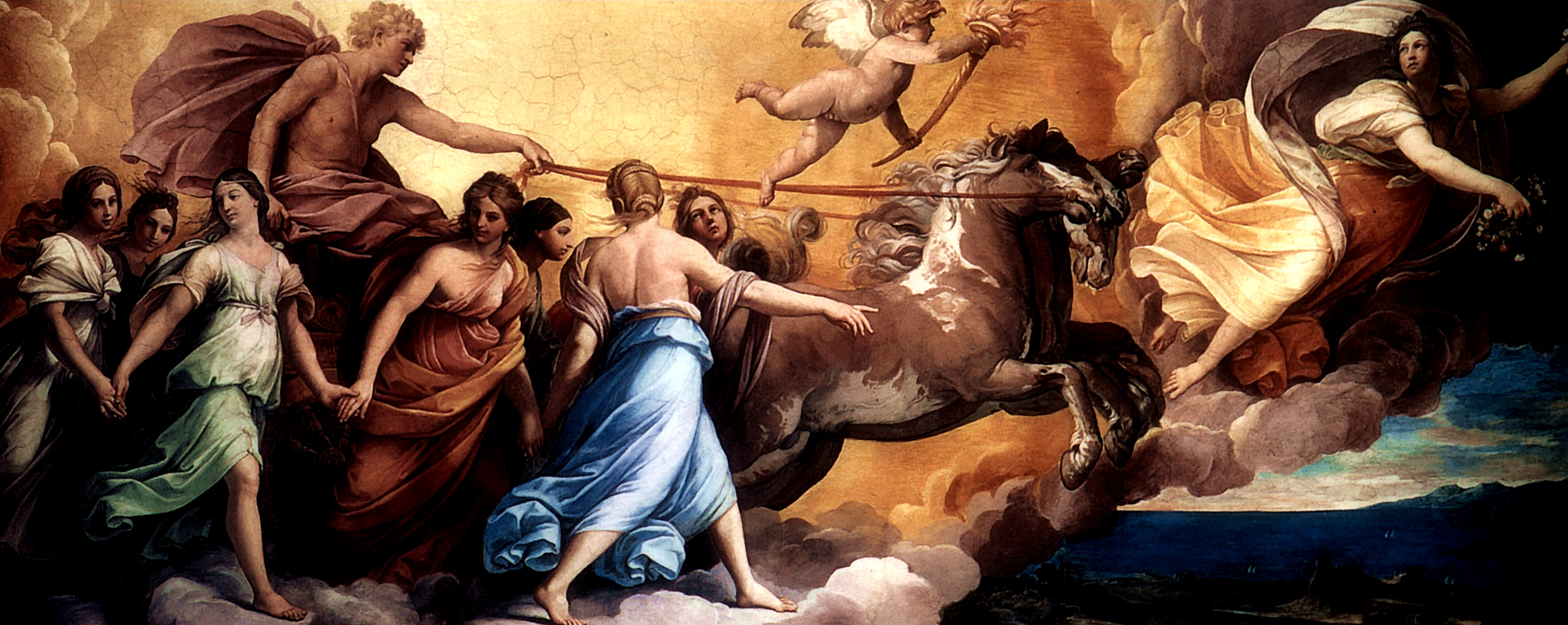
L’Aurore, Guido Reni.
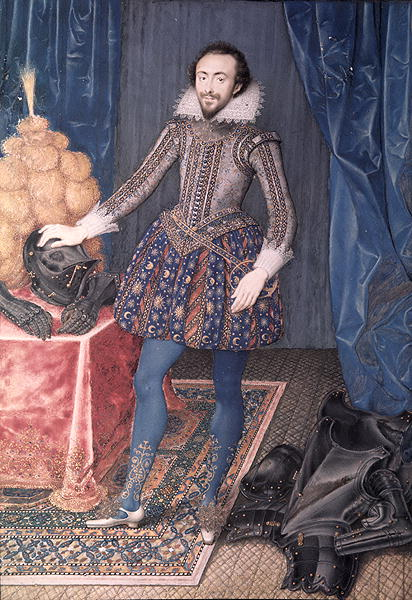
Richard Sackville Earl of Dorset, Isaac Oliver.
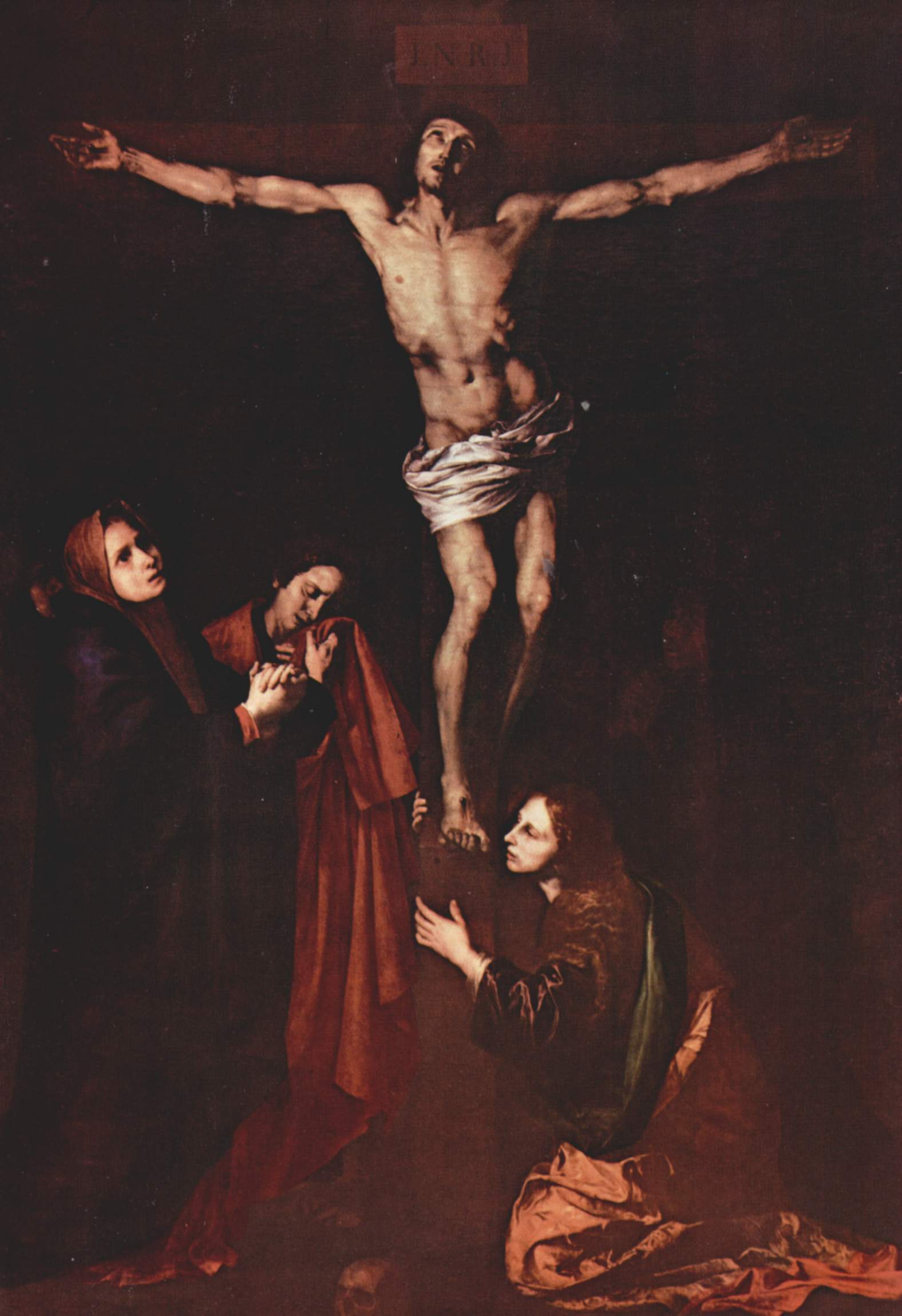
Crucifixion, José de Ribera.